# Wim van Zinnen
Wim van Zinnen (Delft, 4 december 1956) is een Nederlands voormalig profvoetballer.
Tot zijn 21ste levensjaar speelt de middenvelder bij amateurclub DHC in zijn geboorteplaats Delft. Op zijn negentiende was er reeds belangstelling van NAC Breda en FC Den Haag, maar op advies van zijn trainer wacht Van Zinnen nog even af. Twee jaar later gaat hij naar Feyenoord, waar hij door trainer Clemens Westerhof van het C-team naar het eerste elftal wordt gehaald en een aantal invalbeurten krijgt.
In 1980 gaat Van Zinnen naar N.E.C. nadat hij na een tip van Jan van Deinsen wordt gehaald door Leen Looyen. Hier verovert hij direct een basisplaats.
In een oefenwedstrijd tegen FC Volendam in augustus 1983, kort voordat N.E.C. zal gaan deelnemen aan de Europacup II, breekt Van Zinnen zijn scheen- en kuitbeen. Hierdoor blijft hij tot april 1985 uitgeschakeld. Na zijn terugkeer speelt hij nog vele wedstrijden, maar hij haalt nooit meer zijn oude niveau.
Tijdens zijn zesde en laatste seizoen voor N.E.C. wordt hij door trainer Sándor Popovic teruggezet naar het tweede elftal. In 1986 keert hij terug naar de amateurs van DHC. Na het beëindigen van zijn eigen carrière als voetballer wordt hij trainer bij deze club. In de slotfase van het seizoen 2011/2012 wordt bekend dat Wim van Zinnen de positie van hoofdtrainer bij DHL (eveneens in Delft) zal verruilen voor een baan als assistent bij DHC. 